# Winchelsea Beach
Winchelsea Beach är en ort i Storbritannien.   Den ligger i grevskapet East Sussex och riksdelen England, i den sydöstra delen av landet, 90 km sydost om huvudstaden London. Winchelsea Beach ligger 2 meter över havet och antalet invånare är 300.
Terrängen runt Winchelsea Beach är platt. Havet är nära Winchelsea Beach åt sydost.  Närmaste större samhälle är Hastings, 12,5 km sydväst om Winchelsea Beach. 